# Hordanes Land
Hordanes Land är den första EP:n av norska black metal-bandet Enslaved. Albumet släpptes senare som en del av en split mellan Enslaved och norska black metal bandet Emperor, där Emperor bidrog med låtarna från sin självbetitlade EP.

## Låtlista

### Hordanes Land
1. "Slaget i skogen bortenfor – Epilog, Slaget" – 13:10
2. "Allfǫðr Oðinn" – 7:50
3. "Balfǫr - Andi Fara, Prologr" – 9:49

### Emperor / Hordanes Land (delad album)
Emperor
1. "I Am the Black Wizards" – 6:00
2. "Wrath of the Tyrant" – 4:14
3. "Night of the Graveless Souls" – 3:10
4. "Cosmic Keys to My Creations & Times" – 6:06

Enslaved
1. "Slaget i skogen bortenfor – Epilog, Slaget" – 13:10
2. "Allfǫðr Oðinn"  – 7:50
3. "Balfǫr - Andi Fara, Prologr" – 9:49

## Medverkande
Emperor
- Ihsahn – gitarr, sång
- Samoth – trummor, gitarr
- Mortiis – basgitarr
- Faust – trummor

Enslaved
- Ivar Bjørnson (eg Ivar Skontorp Peersen aka D. Ymer) – gitarr , keyboard
- Grutle Kjellson (Kjetil Tvedte Grutle aka Earl Grutle) – basgitarr, sång
- Trym Torson (Kai Johnny Solheim) – trummor

Produktion
- Kjetil Ulland – producent, ljudtekniker
- Knut Bjarne Bjørkhaug – producent, ljudtekniker
- R. Torsen – producent, ljudtekniker